# Walferdange (stacja kolejowa)
Walferdange (luks: Gare Walferdange) – stacja kolejowa w Walferdange, w Luksemburgu. Została otwarta w 1862 roku przez Compagnie des chemins de fer de l'Est, operatora linii Société royale grand-ducale des chemins de fer Guillaume-Luxembourg.
Obecnie jest stacją Société Nationale des Chemins de Fer Luxembourgeois (CFL), obsługiwaną przez pociągi Regional-Express (RE) i Regionalbahn (RB).

## Położenie
Znajduje się na linii 10 Luksemburg – Troisvierges w km 24,004, na wysokości 239 m n.p.m., pomiędzy stacjami Dommeldange i Heisdorf. 

## Linie kolejowe
- 10 Luksemburg – Troisvierges